# Francis Léta
Pas d'image ? Cliquez ici

a Compétitions nationales et continentales officielles uniquement.

Dernière mise à jour le 12 septembre 2023.
Francis Léta, né le 4 décembre 1947 à Bayonne, est un joueur et entraîneur français de rugby à XV qui évoluait au poste de demi d'ouverture.
Après avoir joué et entrainé à l’Aviron bayonnais, Léta prend les rênes de la Section paloise avec Jean-Louis Luneau, puis du CA Brive en compagnie de Serge Laïrle.

## Biographie
Francis Léta naît le 4 décembre 1947 à Bayonne. Il est notamment instituteur,.

### Carrière de joueur
Francis Léta passe sa carrière de joueur de rugby à XV au poste de demi d'ouverture à l'Aviron bayonnais. Il prend sa retraite sportive en 1978.

### Carrière d'entraîneur
Après sa carrière de joueur, Léta s'est tourné vers une carrière d'entraîneur. Il a débuté avec l’Aviron bayonnais à partir de 1980. Léta conduit l'Aviron jusqu'à la finale du Championnat de France 1982, perdue face au SU Agen.
En 1995, Léta prend la direction de la Section paloise avec Jean-Louis Luneau. Michel Montori était initialement favori pour le poste.
Le duo basé au Pays basque impose un jeu de mouvement et mène le club béarnais jusqu'à la victoire en Coupe de France 1996-1997 (1re édition des 4 disputées de 1997 à 2000 de la Coupe de France Yves-du-Manoir). Au niveau national, le duo atteint les quarts de finales en Championnat de France 1996-1997. La Section est éliminée en phases de poules de la Coupe d'Europe en 1996-1997.
La saison suivante, Luneau et Léta sont reconduits. Ils mènent les sectionnistes en demi-finale de la Coupe d'Europe en 1997-1998, mais manquent de peu la qualification pour l'édition de l'année suivante, en raison d'un mauvais classement en championnat de France 1997-1998. Léta et Luneau remettent en cause le recrutement et quittent le club.
Après la fin de son aventure sectionniste, Francis Léta rejoint le CA Brive de Serge Laïrle pour la saison 2000-2001, avec qui il est finaliste de la Coupe de France 2000.
En 2002, Léta rejoint Laïrle au CS Bourgoin-Jallieu.
Le duo Léta et Luneau entraîne par la suite le Tarbes Pyrénées rugby de 2004 à 2006.